# Eintracht Spandau
Eintracht Spandau ist ein deutscher E-Sport-Clan. Die Organisation nimmt an Turnieren des Spiels League of Legends teil. Außerdem gibt es seit 2024 eine Hallenfußballmannschaft in der Baller League. Im Jahr 2025 wurde der 1. Eintracht Spandau e. V. gegründet, der sich um die lokale Förderung des Sports, insbesondere Frauenfußball, und Jugendförderung bemüht. Der Verein ist mit Nummer 41778 im Vereinsregister (VR) beim Amtsgericht Charlottenburg eingetragen.

## Geschichte
Die Gesellschaft (Eintracht Spandau GmbH) wurde im Jahr 2021 von dem deutschen Streamer und YouTuber Maximilian „HandofBlood“ Knabe als Tochterunternehmen der Influencer-Marketing-Agentur INSTINCT3 mit Unterstützung durch Jung von Matt NERD gegründet. Seit 2022 spielt das Team in der Prime League (höchste Liga in der D-A-CH-Region). Über die Prime League qualifizierte sich das Team bisher zwei Mal für die Hauptrunde der EMEA Masters (die höchste Spielklasse in Europa außerhalb der League of Legends EMEA Championship). Im Mai 2025 wurde die Gründung des 1. Eintracht Spandau e. V. bekanntgegeben, wobei der Verein laut Satzung schon am 22. Januar 2025 errichtet wurde.

## League of Legends
League of Legends ist ein Computerspiel vom Typ MOBA. Es spielen zwei Mannschaften auf einer Karte gegeneinander. Eine Mannschaft gewinnt, wenn der sogenannte Nexus der gegnerischen Mannschaft zerstört wurde. Über die Jahre ist um das Spiel eine bedeutende E-Sport-Szene entstanden. Es finden regelmäßig Meisterschaften mit zahlreichen Zuschauern statt, ähnlich konventionellem Sport (siehe E-Sport).
Im Frühling 2022 belegte die Mannschaft von Eintracht Spandau den zweiten Platz der Prime League und qualifizierte sich damit erstmals für die europäische Meisterschaft EMEA Masters, schied dort jedoch in der Gruppenphase aus und belegte den geteilten neunten Platz.
2023 konnte Eintracht Spandau bei den Sommer Playoffs den dritten Platz, und damit ein Preisgeld von 3.000 € erspielen.
2024 erreichte Eintracht Spandau den ersten Platz der Spring Playoffs in der Prime League und qualifizierte damit zum zweiten Mal für das EMEA Masters. Dort gelang dem Team der Sprung ins Finale, in dem ein 3:1-Sieg über Beşiktaş Esports gelang.
Nach den Erfolgen im Jahr 2024 entschied sich die Führung der Organisation für eine Umstrukturierung des Teams. Stand zuvor die sportliche Leistung noch stärker im Mittelpunkt, solle nun der Unterhaltungswert eine vermehrte Rolle spielen. Aus diesem Grund wurde für die Saison 2025 ein Streamerteam aufgestellt.

### Erfolge und Preisgelder (Auswahl)
| Datum     | Platz | Turnier                           | Preisgeld |
| Apr. 2022 | 2.    | Prime League Spring Playoffs 2022 | 5.000 €   |
| Aug. 2023 | 3.    | Prime League Sommer Playoffs 2023 | 3.000 €   |
| Apr. 2024 | 1.    | Prime League Spring Playoffs 2024 | 8.000 €   |
| Apr. 2024 | 1.    | EMEA Masters 2024 Spring Event    | 20.000 €  |

### Aktuelles Team
In der Prime League spielt Eintracht Spandau aktuell mit dem folgenden Team.
- Mahdi „Pride“ Nasserzadeh (Toplane)
- Lucas „Santorin“ Tao Kilmer Larsen (Jungle)
- Tristan „PowerOfEvil“ Schrage (Midlane)
- Daniel „Broeki“ Broekmann (ADC)
- Philipp „Lilipp“ Samuel Englert (Support)

Stand: 29. April 2025.
Für die bestplatzierten Teams der Prime League besteht zwei Mal im Jahr die Möglichkeit, an den EMEA Masters teilzunehmen.

### Aktuelles Coaching-Team
- Adrian „chickenhero“ Hoffmann (Head Coach)

### Ehemalige Spieler
- Patrick „Obsess“ Engelmann (Jungle) (Dez. 2021 – Nov. 2022)
- Olivier „Prime“ Payet (Support) (Dez. 2021 – Nov. 2022)
- Leander „Kynetic“ Sydekum (ADC) (Dez. 2021 – Nov. 2022)
- Ludvig „SMILEY“ Granquist (ADC) (Dez. 2022 – Dez. 2023)
- Joran „Special“ Scheffer (Midlane) (Dez. 2021 – Dez. 2023)
- Nikolai „Zanzarah“ Akatow (Jungle) (Dez. 2022 – Nov. 2024)
- Johannes „Fun K3y“ Werner (ADC) (Dez. 2023 – Nov. 2024)
- Maximilian „Vertigo“ Rassi (Toplane) (Dez. 2022 – Nov. 2024)
- Jordan „jokaa“ Ochs (Jungle) (Nov. 2024 – Apr. 2025)

## Baller League
Seit 2024 nimmt die Organisation zudem mit einer Mannschaft am Hallenfußball-Event Baller League teil. Die Manager sind der Fußballer Hans Sarpei und der Streamer Maximilian „HandofBlood“ Knabe. Als Besonderheit tritt zweiterer regelmäßig als Präsident Knabe mit Anzug, gegelten Haaren und gespielter Buckelung bei den Übertragungen auf. Ein weiteres Markenzeichen der Gesellschaft bei den Spielen ist das Maskottchen Julius (ein Darsteller in einem Kostüm eines roten Plüschturms) am Spielfeldrand. Dieser soll auf den Juliusturm in der Zitadelle Spandau anspielen.
Bislang (Mai 2025) wurden drei Turniere bestritten. In der folgenden Tabelle sind die Schlussplatzierungen von Eintracht Spandau in der Baller League dargestellt.
| Turnier  | Platzierung    | Besonderheit                |
| -------- | -------------- | --------------------------- |
| Season 1 | Platz 3 von 12 | Teilnahme an den Final Four |
| Season 2 | Platz 8 von 12 | -                           |
| Season 3 | Platz 7 von 12 | -                           |

## Organisation
Das Management der Gesellschaft besteht aus den folgenden Personen.
- Maximilian „HandofBlood“ Knabe (Gründer)
- Johannes Gorzel (Co-CEO)
- Hendrik Ruhe (Co-CEO)
- Kevin „Vadda“ Westphal (Team-Manager)

### Sponsoren
Der Verein wird von den Unternehmen Pringles, der Sparkasse, Comedy Central, Krombacher Spezi, Westenergie und Backforce gesponsert.

## Wissenswertes
Auf Einladung des regierenden Bürgermeisters von Berlin, Kai Wegner, trug sich Eintracht Spandau in das Gästebuch der Stadt Berlin ein. Der Verein betreibt den Podcast „Hier Is Realtalk“.